# Dolok Amuren
Dolok Amuren är ett berg i Indonesien.   Det ligger i provinsen Aceh, i den västra delen av landet, 1 500 km nordväst om huvudstaden Jakarta. Toppen på Dolok Amuren är 371 meter över havet, eller 261 meter över den omgivande terrängen. Bredden vid basen är 10,0 km. Dolok Amuren ligger på ön Pulau Simeulue.
Terrängen runt Dolok Amuren är platt åt sydväst, men åt nordost är den kuperad. Havet är nära Dolok Amuren åt sydväst. Runt Dolok Amuren är det glesbefolkat, med 11 invånare per kvadratkilometer.